# Liste der Biografien/Jat
Liste der Biografien |
Portal Biografien |
Personensuche
# |
A |
B |
C |
D |
E |
F |
G |
H |
I |
J |
K |
L |
M |
N |
O |
P |
Q |
R |
S |
T |
U |
V |
W |
X |
Y |
Z |
?
 
Ja |
Jb |
Jd |
Je |
Jh |
Ji |
Jj |
Jl |
Jn |
Jm |
Jo |
Jp |
Jr |
Js |
Jt |
Ju |
Jv |
Jw |
Jy
 
Jaa |
Jab |
Jac |
Jad |
Jae |
Jaf |
Jag |
Jah |
Jai |
Jaj |
Jak |
Jal |
Jam |
Jan |
Jao |
Jap |
Jaq |
Jar |
Jas |
Jat |
Jau |
Jav |
Jaw |
Jax |
Jay |
Jaz

## Jat
Die Liste der Biografien führt alle Personen auf, die in der deutschsprachigen Wikipedia einen Artikel haben. Dieses ist eine Teilliste mit 58 Einträgen von Personen, deren Namen mit den Buchstaben „Jat“ beginnt.

### Jata
- Jatau, Peter Yariyok (1931–2020), nigerianischer Geistlicher, römisch-katholischer Erzbischof von Kaduna

### Jath
- Jatho, Carl (1851–1913), evangelischer Pfarrer
- Jatho, Carl Oskar (1884–1971), deutscher Essayist, Lyriker, Schriftsteller und Kulturphilosoph
- Jatho, Karl (1873–1933), deutscher FlugpionierKarl Jatho (1873–1933)

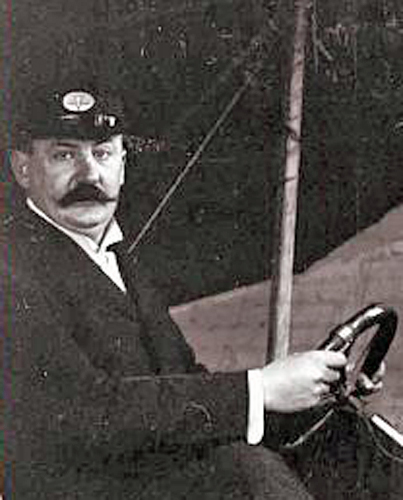
Karl Jatho (1873–1933)

- Jatho-Zimmermann, Käthe (1891–1989), deutsche Schriftstellerin

### Jati
- Jatic, Mirza (* 1993), österreichischer Fußball- und Futsalspieler und Fußballtrainer
- Jatimow, Saimumin (* 1955), tadschikischer Diplomat und Militär

### Jato
- Jato, Silvia (* 1971), spanische Fernsehmoderatorin
- Jatoi, Ghulam Mustafa (1931–2009), pakistanischer Politiker, interimsweise, Premierminister von Pakistan (1990–1990)
- Jatom, Dani (* 1945), israelischer Geheimdienstchef und Politiker
- Jaton, Mathieu (* 1975), Schweizer Kulturmanager und Leiter des Montreux Jazz Festival

### Jats
- Jatsada Boonruengrod (* 1979), thailändischer Fußballspieler
- Jatsch, Anton (1909–1996), deutscher Politiker (GB/BHE), MdL
- Jatschanow, Dmitri Nikolajewitsch (* 1972), russischer Eishockeytorwart
- Jatschmenjow, Witali Alexandrowitsch (* 1975), russischer Eishockeyspieler
- Jatschmenjowa, Marina Leonidowna (* 1961), russische Mittelstreckenläuferin

### Jatt
- Jatta, Alassana (* 1999), gambischer Fußballspieler
- Jatta, Alieu (* 1995), gambischer Fußballspieler
- Jatta, Ansu (* 1968), gambischer Fußballschiedsrichter
- Jatta, Assan (* 1984), gambischer Fußballspieler
- Jatta, Baboucarr (* 1960), gambischer Politiker
- Jatta, Bakery (* 1998), gambischer FußballspielerBakery Jatta (* 1998)

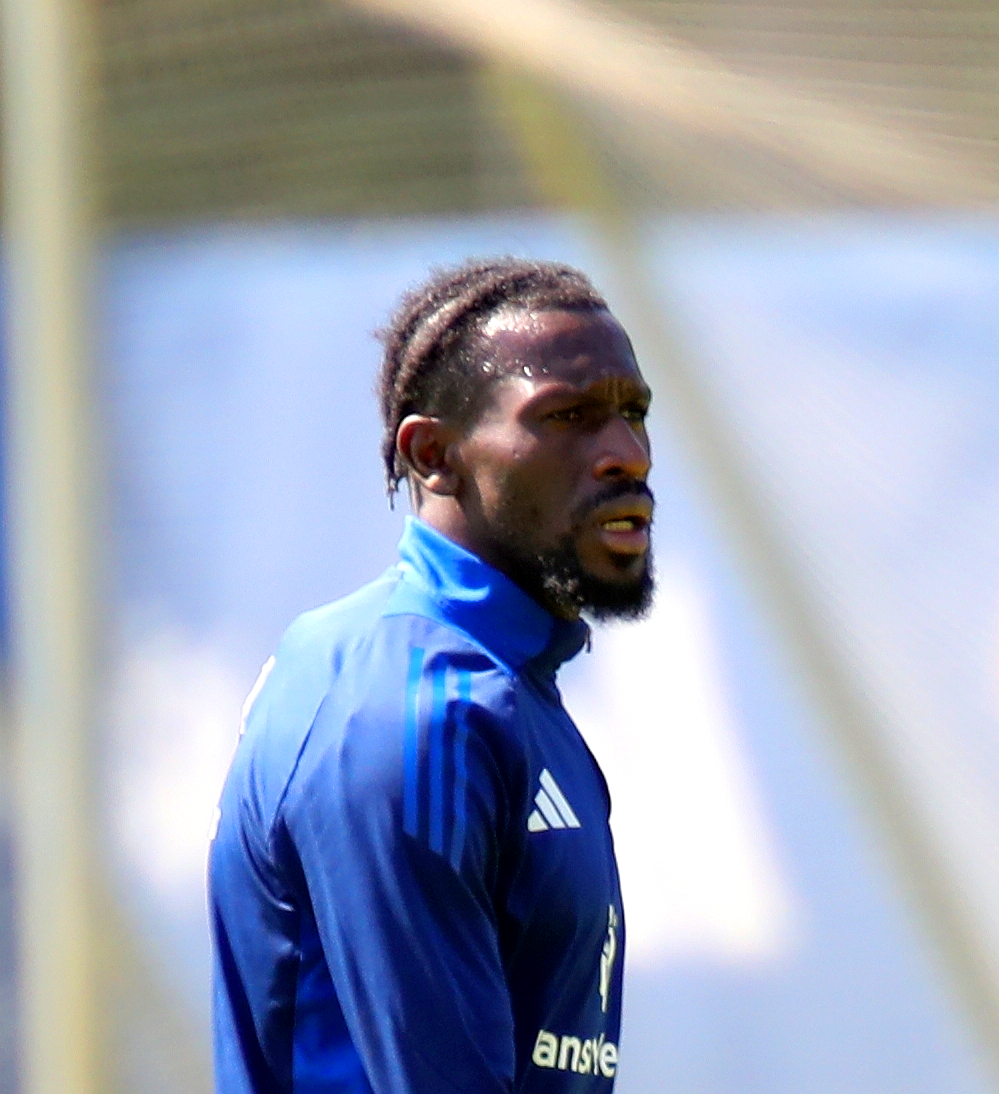
Bakery Jatta (* 1998)

- Jatta, Barbara (* 1962), italienische Kunsthistorikerin
- Jatta, Fabakary (* 1952), gambischer Politiker
- Jatta, Famara (1958–2012), gambischer Ökonom, Gouverneur der Zentralbank
- Jatta, Gibril, gambischer Taekwondoka
- Jatta, Kemo († 2015), gambischer Seyfo
- Jatta, Mbemba, gambischer Politiker
- Jatta, Nuha (* 2006), deutsch-gambischer Fußballspieler
- Jatta, Omar (* 1989), gambischer Fußballspieler
- Jatta, Seedy (* 2003), norwegischer Fußballspieler
- Jatta, Sidia (* 1945), gambischer Politiker
- Jatta, Vincent († 2007), gambischer Offizier
- Jatti, B. D. (1912–2002), kommissarischer indischer Staatspräsident
- Jattin, Farid (* 1988), kolumbianischer Pokerspieler
- Jättnig, Carl (1766–1819), deutscher Kupferstecher
- Jättnig, Carl (1794–1849), deutscher Kupferstecher
- Jättnig, Ernst (1813–1857), deutscher Kupferstecher
- Jättnig, Ferdinand (1789–1847), deutscher Kupferstecher
- Jättnig, Theodor (* 1819), deutscher Kupferstecher
- Jättnig, Wilhelm (1806–1842), deutscher Kupferstecher
- Jattschanka, Iryna (* 1965), belarussische Diskuswerferin

### Jatu
- Jatupong Thongsukh (* 1976), thailändischer Fußballspieler
- Jatuporn Prompan (* 1965), thailändischer Politiker und Aktivist
- Jaturapat Sattham (* 1999), thailändischer Fußballspieler
- Jaturong Pimkoon (* 1993), thailändischer Fußballspieler
- Jaturong Samakorn (* 1994), thailändischer Fußballspieler

### Jatz
- Jatzek, Gerald (* 1956), österreichischer Autor und Musiker
- Jatzek, Manfred (* 1942), deutscher Fußballspieler
- Jatzek, Richard (1906–1943), deutscher kommunistischer Widerstandskämpfer gegen den Nationalsozialismus
- Jatzke, Harald (* 1959), deutscher Jurist, Richter am Bundesfinanzhof
- Jatzko, Hartmut (* 1938), deutscher Mediziner, Psychiater und Psychotherapeut
- Jatzko, Romy (* 2000), deutsche Volleyballspielerin
- Jatzko, Sybille (* 1950), deutsche GesprächstherapeutinSybille Jatzko (* 1950)

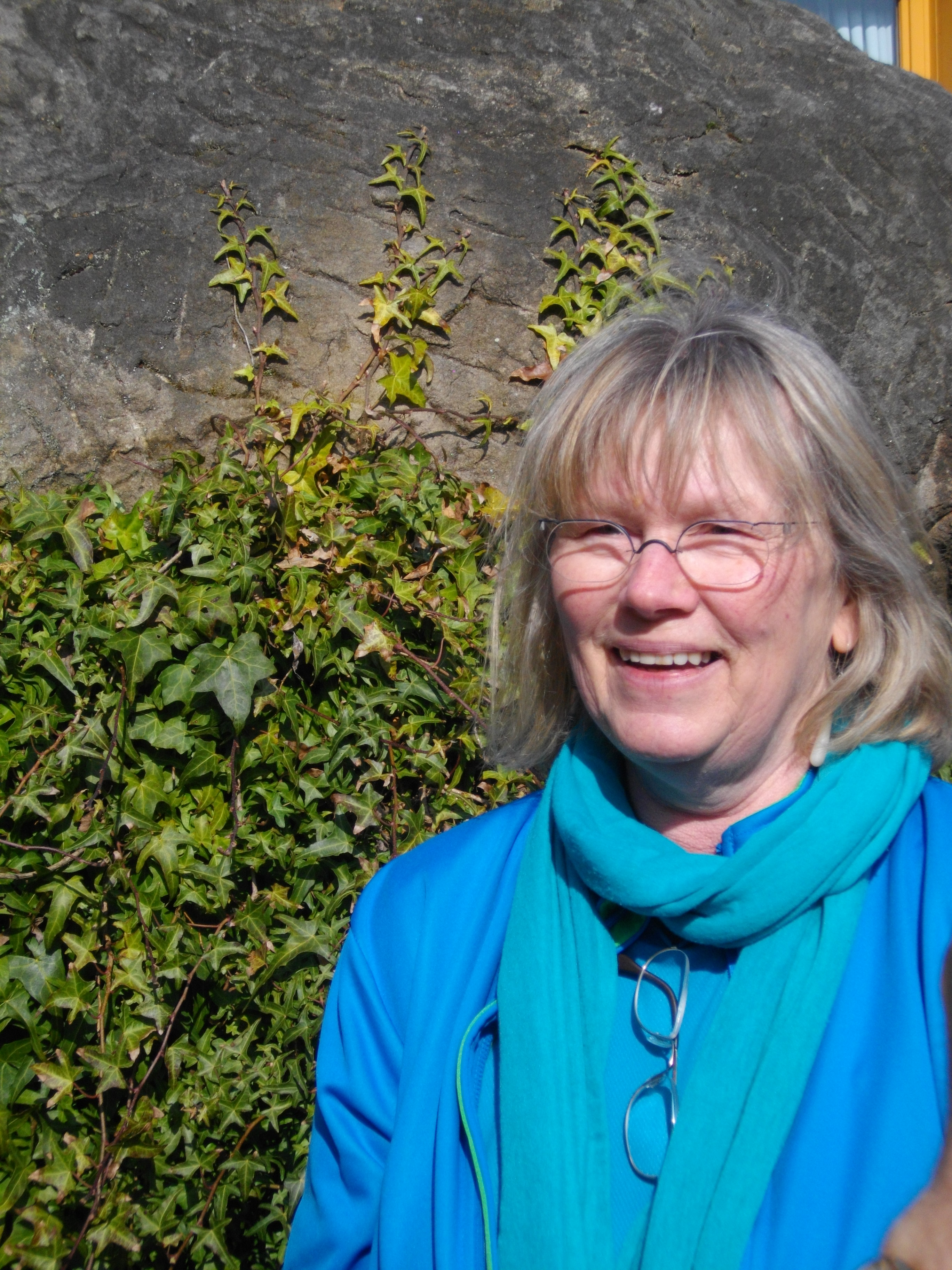
Sybille Jatzko (* 1950)

- Jatzlau, Hanns (* 1926), deutscher Maler und Zeichner
- Jätzold, Ralph (1933–2020), deutscher Geograph
- Jatzow, Paul (1875–1940), deutscher Architekt
- Jatzwauk, Jakob (1885–1951), Bibliothekar und Slawist